# The Born This Way Ball
Born This Way Ball (ボーン・ディス・ウェイ・ボール) は、アメリカ合衆国のレコーディング・アーティスト、レディー・ガガのセカンド・アルバム『ボーン・ディス・ウェイ』を引っ提げた、3番目のコンサートツアーである。2011年2月19日に公式に発表された。

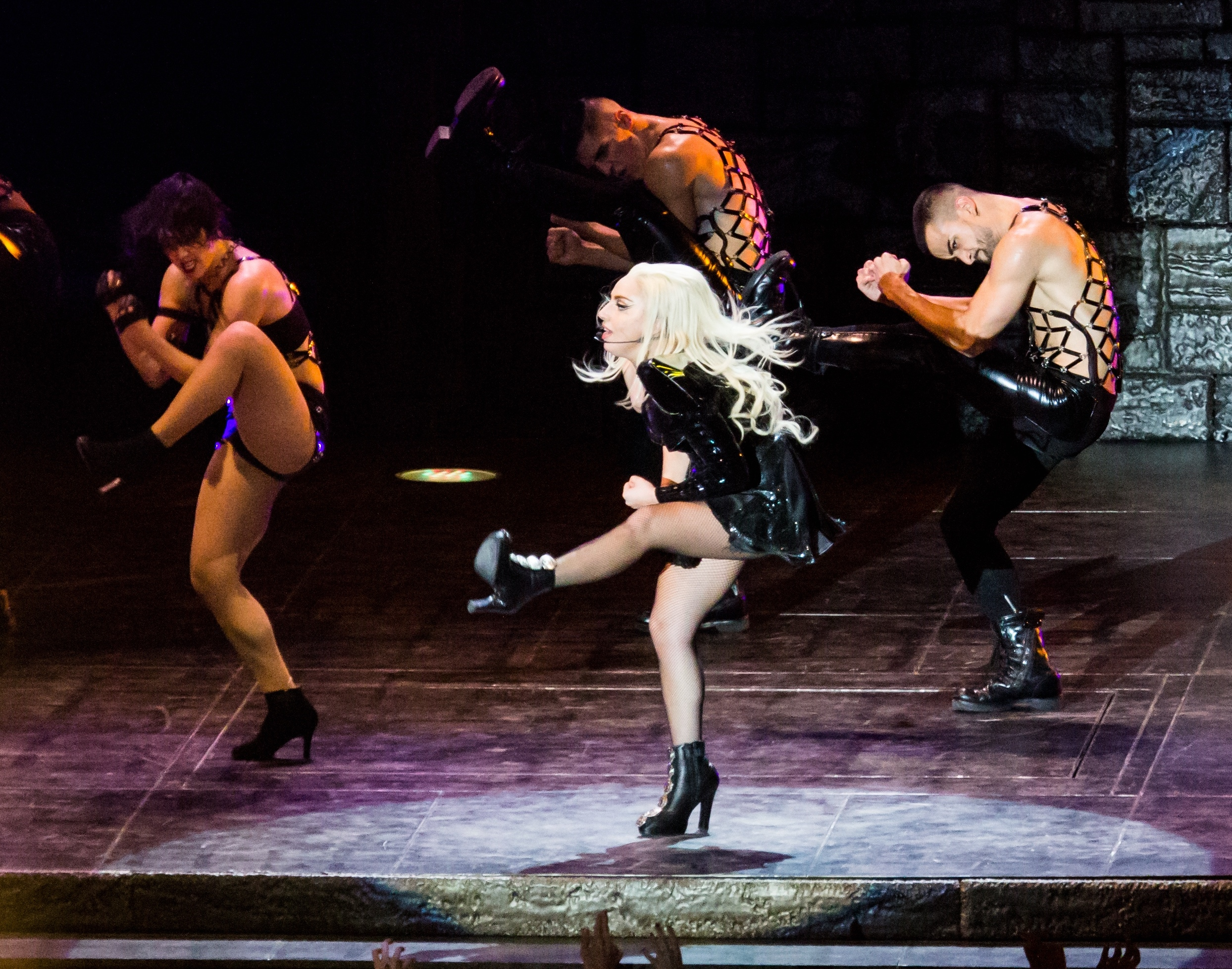
マンチェスター公演。

## ツアーの日程
| 公演日             | 市                   | 国               | 会場                                                           |
| ------------------ | -------------------- | ---------------- | -------------------------------------------------------------- |
| アジア             |                      |                  |                                                                |
| April 27, 2012     | ソウル特別市         | 韓国             | 蚕室総合運動場                                                 |
| May 2, 2012        | 赤鱲角               | 香港             | アジアワールド・アリーナ                                       |
| May 3, 2012        | 赤鱲角               | 香港             | アジアワールド・アリーナ                                       |
| May 5, 2012        | 赤鱲角               | 香港             | アジアワールド・アリーナ                                       |
| May 7, 2012        | 赤鱲角               | 香港             | アジアワールド・アリーナ                                       |
| May 10, 2012       | さいたま市           | 日本             | さいたまスーパーアリーナ（スタジアム）                         |
| May 12, 2012       | さいたま市           | 日本             | さいたまスーパーアリーナ（スタジアム）                         |
| May 13, 2012       | さいたま市           | 日本             | さいたまスーパーアリーナ（スタジアム）                         |
| May 17, 2012       | 台北市               | 台湾             | TWTC南港展覧館                                                 |
| May 18, 2012       | 台北市               | 台湾             | TWTC南港展覧館                                                 |
| May 21, 2012       | マニラ               | フィリピン       | モール・オブ・アジア・アリーナ                                 |
| May 22, 2012       | マニラ               | フィリピン       | モール・オブ・アジア・アリーナ                                 |
| May 25, 2012       | バンコク             | タイ             | ラジャマンガラ・スタジアム                                     |
| May 28, 2012       | シンガポール         | シンガポール     | シンガポール・インドア・スタジアム                             |
| May 29, 2012       | シンガポール         | シンガポール     | シンガポール・インドア・スタジアム                             |
| May 31, 2012       | シンガポール         | シンガポール     | シンガポール・インドア・スタジアム                             |
| オセアニア         |                      |                  |                                                                |
| June 7, 2012       | オークランド         | ニュージーランド | ベクター・アリーナ                                             |
| June 8, 2012       | オークランド         | ニュージーランド | ベクター・アリーナ                                             |
| June 10, 2012      | オークランド         | ニュージーランド | ベクター・アリーナ                                             |
| June 13, 2012      | ブリスベン           | オーストラリア   | ブリスベン・エンターテイメント・センター                       |
| June 14, 2012      | ブリスベン           | オーストラリア   | ブリスベン・エンターテイメント・センター                       |
| June 16, 2012      | ブリスベン           | オーストラリア   | ブリスベン・エンターテイメント・センター                       |
| June 20, 2012      | シドニー             | オーストラリア   | オールフォンズ・アリーナ                                       |
| June 21, 2012      | シドニー             | オーストラリア   | オールフォンズ・アリーナ                                       |
| June 23, 2012      | シドニー             | オーストラリア   | オールフォンズ・アリーナ                                       |
| June 24, 2012      | シドニー             | オーストラリア   | オールフォンズ・アリーナ                                       |
| June 27, 2012      | メルボルン           | オーストラリア   | ロッド・レーバー・アリーナ                                     |
| June 28, 2012      | メルボルン           | オーストラリア   | ロッド・レーバー・アリーナ                                     |
| June 30, 2012      | メルボルン           | オーストラリア   | ロッド・レーバー・アリーナ                                     |
| July 1, 2012       | メルボルン           | オーストラリア   | ロッド・レーバー・アリーナ                                     |
| July 3, 2012       | メルボルン           | オーストラリア   | ロッド・レーバー・アリーナ                                     |
| July 7, 2012       | パース               | オーストラリア   | バーズウッド・ドーム                                           |
| July 8, 2012       | パース               | オーストラリア   | バーズウッド・ドーム                                           |
| Europe             |                      |                  |                                                                |
| August 14, 2012    | ソフィア             | ブルガリア       | アルミーツ・アリーナ                                           |
| August 16, 2012    | ブカレスト           | ルーマニア       | 国民の館前広場                                                 |
| August 18, 2012    | ウィーン             | オーストリア     | ウィーナー・シュタットハレ                                     |
| August 21, 2012    | ヴィリニュス         | リトアニア       | Vingio Parko Estrada                                           |
| August 23, 2012    | リガ                 | ラトビア         | Mežaparka Lielajā Estrādē                                      |
| August 25, 2012    | タリン               | エストニア       | 歌謡祭グラウンド                                               |
| August 27, 2012    | ヘルシンキ           | フィンランド     | ハートウォールアリーナ                                         |
| August 28, 2012    | ヘルシンキ           | フィンランド     | ハートウォールアリーナ                                         |
| August 30, 2012    | ストックホルム       | スウェーデン     | グローベン                                                     |
| August 31, 2012    | ストックホルム       | スウェーデン     | グローベン                                                     |
| September 2, 2012  | コペンハーゲン       | デンマーク       | パルケン・スタディオン                                         |
| September 4, 2012  | ケルン               | ドイツ           | ランクセス・アレーナ                                           |
| September 5, 2012  | ケルン               | ドイツ           | ランクセス・アレーナ                                           |
| September 8, 2012  | ロンドン             | イングランド     | トゥイッケナム・スタジアム                                     |
| September 9, 2012  | ロンドン             | イングランド     | トゥイッケナム・スタジアム                                     |
| September 11, 2012 | マンチェスター       | イングランド     | マンチェスター・アリーナ                                       |
| September 15, 2012 | ダブリン             | アイルランド     | アビバ・スタジアム                                             |
| September 17, 2012 | アムステルダム       | オランダ         | ジッゴ・ドーム                                                 |
| September 18, 2012 | アムステルダム       | オランダ         | ジッゴ・ドーム                                                 |
| September 20, 2012 | ベルリン             | ドイツ           | O2ワールド                                                     |
| September 22, 2012 | サン＝ドニ           | フランス         | スタッド・ド・フランス                                         |
| September 24, 2012 | ハノーファー         | ドイツ           | TUIアレーナ                                                    |
| September 26, 2012 | チューリッヒ         | スイス           | ハレンシュタディオン                                           |
| September 27, 2012 | チューリッヒ         | スイス           | ハレンシュタディオン                                           |
| September 29, 2012 | アントワーペン       | ベルギー         | スポーツパレス                                                 |
| September 30, 2012 | アントワーペン       | ベルギー         | スポーツパレス                                                 |
| October 2, 2012    | ミラノ               | イタリア         | メディオラヌム・フォーラム                                     |
| October 3, 2012    | ニース               | フランス         | パレ・ニカイア                                                 |
| October 4, 2012    | ニース               | フランス         | パレ・ニカイア                                                 |
| October 6, 2012    | バルセロナ           | スペイン         | パラウ・サン・ジョルディ                                       |
| Latin America      |                      |                  |                                                                |
| October 26, 2012   | メキシコシティ       | メキシコ         | フォロ・ソル                                                   |
| October 30, 2012   | サンフアン           | プエルトリコ     | コリセオ・デ・プエルトリコ                                     |
| November 9, 2012   | リオデジャネイロ     | ブラジル         | Parque dos Atletas                                             |
| November 11, 2012  | サンパウロ           | ブラジル         | エスタジオ・ド・モルンビー                                     |
| November 16, 2012  | ブエノスアイレス     | アルゼンチン     | エスタディオ・モヌメンタル・アントニオ・ベスプチオ・リベルティ |
| November 20, 2012  | サンティアゴ         | チリ             | エスタディオ・ナシオナル・デ・チリ                             |
| アフリカ           |                      |                  |                                                                |
| November 30, 2012  | ヨハネスブルク       | 南アフリカ       | FNBスタジアム                                                  |
| December 3, 2012   | ケープタウン         | 南アフリカ       | ケープタウン・スタジアム                                       |
| 欧州               |                      |                  |                                                                |
| December 6, 2012   | バールム             | ノルウェー       | テレノール・アリーナ                                           |
| December 9, 2012   | サンクトペテルブルク | ロシア           | SKK Peterburgsky                                               |
| December 12, 2012  | モスクワ             | ロシア           | オリンピック・スタジアム                                       |
| 北米               |                      |                  |                                                                |
| January 11, 2013   | バンクーバー         | カナダ           | ロジャース・アリーナ                                           |
| January 12, 2013   | バンクーバー         | カナダ           | ロジャース・アリーナ                                           |
| January 14, 2013   | タコマ               | アメリカ合衆国   | タコマ・ドーム                                                 |
| January 17, 2013   | サンノゼ             | アメリカ合衆国   | HPパビリオン                                                   |
| January 20, 2013   | ロサンゼルス         | アメリカ合衆国   | ステイプルズ・センター                                         |
| January 21, 2013   | ロサンゼルス         | アメリカ合衆国   | ステイプルズ・センター                                         |
| January 23, 2013   | フェニックス         | アメリカ合衆国   | USエアウェイズ・センター                                       |
| January 25, 2013   | ラスベガス           | アメリカ合衆国   | MGMグランド・ガーデン・アリーナ                                |
| January 26, 2013   | ラスベガス           | アメリカ合衆国   | MGMグランド・ガーデン・アリーナ                                |
| January 29, 2013   | ダラス               | アメリカ合衆国   | アメリカン・エアラインズ・センター                             |
| January 31, 2013   | ヒューストン         | アメリカ合衆国   | トヨタセンター                                                 |
| February 2, 2013   | セントルイス         | アメリカ合衆国   | スコットトレード・センター                                     |
| February 4, 2013   | カンザスシティ       | アメリカ合衆国   | スプリント・センター                                           |
| February 6, 2013   | セントポール         | アメリカ合衆国   | エクセル・エナジー・センター                                   |
| February 8, 2013   | トロント             | カナダ           | エア・カナダ・センター                                         |
| February 9, 2013   | トロント             | カナダ           | エア・カナダ・センター                                         |
| February 11, 2013  | モントリオール       | カナダ           | ベル・センター                                                 |

公演中止・延期
| June 3, 2012      | インドネシア・ジャカルタ | ゲロラ・ブン・カルノ・スタジアム   | 安全面を考慮して公演中止。チケットは既に完売していた。 |
| August 14, 2012   | ブルガリア・ソフィア     | ヴァシル・レフスキ国立競技場       | 同日にアルミーツ・アリーナに会場変更。                 |
| August 16, 2012   | ルーマニア・ブカレスト   | アレーナ・ナツィオナラ             | 同日に国民の館前広場に会場変更。                       |
| October 4, 2012   | フランス・ニース         | Stade Charles-Ehrmann              | 2日間の開催と会場変更                                  |
| February 13、14   | シカゴ                   | ユナイテッド・センター             | 股関節の手術のため中止                                 |
| February 16, 2013 | オーバーンヒルズ         | ザ・パレス・オブ・オーバーンヒルズ | 股関節の手術のため中止                                 |
| February 17, 2013 | カナダハミルトン         | コップス・コロシアム               | 股関節の手術のため中止                                 |
| February 19、20   | フィラデルフィア         | ウェルズ・ファーゴ・センター       | 股関節の手術のため中止                                 |
| February 22、23   | ニューヨーク             | マディソン・スクエア・ガーデン     | 股関節の手術のため中止                                 |
| February 25, 2013 | ワシントンD.C.           | ベライゾン・センター               | 股関節の手術のため中止                                 |
| February 27, 2013 | ボストン                 | TDガーデン                         | 股関節の手術のため中止                                 |
| March 2, 2013     | ユニバーシティパーク     | ブライス・ジョーダン・センター     | 股関節の手術のため中止                                 |
| March 3, 2013     | アンキャスビル           | モヒガン・サン・アリーナ           | 股関節の手術のため中止                                 |
| March 6、7        | ブルックリン区           | バークレイズ・センター             | 股関節の手術のため中止                                 |
| March 10, 2013    | ナッシュビル             | ブリヂストン・アリーナ             | 股関節の手術のため中止                                 |
| March 11, 2013    | アトランタ               | フィリップス・アリーナ             | 股関節の手術のため中止                                 |
| March 13, 2013    | タンパ                   | タンパベイ・タイムズ・フォーラム   | 股関節の手術のため中止                                 |
| March 15, 2013    | サンライズ               | BB&Tセンター                       | 股関節の手術のため中止                                 |
| March 16, 2013    | マイアミ                 | アメリカン・エアラインズ・アリーナ | 股関節の手術のため中止                                 |
| March 18, 2013    | グリーンズボロ           | グリーンズボロ・コロシアム         | 股関節の手術のため中止                                 |
| March 20, 2013    | タルサ                   | BOKセンター                        | 股関節の手術のため中止                                 |

## セットリスト
ソウル1日目～東京2日目
1. Highway Unicorn (Road to Love)
2. Government Hooker
3. Born This Way
4. Bloody Mary
5. Bad Romance
6. Judas
7. Fastion of His Love
8. Just Dance
9. Love Game
10. Telephone
11. Heavy Metal Lover
12. Bad Kids
13. Hair
14. Yoü and I
15. Electric Chapel
16. Americano
17. Poker Face
18. Alejandro
19. Paparazzi
20. Scheiße
21. Black Jesus † Amen Fashion

Encore;
1. The Edge of Glory
2. Marry the Night

東京3日目～最終公演
※オーストラリア公演からは、公演によって「The Qeen」、「Princess Die」、「Born This Way」のピアノヴァージョンなどが追加されたが、以下のセットリストが基本になっている。
1. Highway Unicorn (Road to Love)
2. Government Hooker
3. Born This Way
4. Black Jesus † Amen Fashion
5. Bloody Mary
6. Bad Romance
7. Judas
8. Fastion of His Love
9. Just Dance
10. Love Game
11. Telephone
12. Heavy Metal Lover
13. Bad Kids
14. Hair
15. Yoü and I
16. Electric Chapel
17. Americano
18. Poker Face
19. Alejandro
20. Paparazzi
21. Scheiße

Encore;
1. The Edge of Glory
2. Marry the Night